# 5-я танковая армия (СССР)
5-я танковая армия — оперативное войсковое объединение (танковая армия) в составе РККА ВС СССР.

## 1-е формирование
5-я танковая армия 1-го формирования сформирована 5 июня 1942 года на основании Директивы Ставки Верховного Главнокомандования 25 мая 1942 года. В неё вошли 2-й и 11-й танковые корпуса, 340-я стрелковая дивизия, 19-я отдельная танковая бригада, 66-й гвардейский миномётный полк, 611-й лёгкий артиллерийский полк РГК, отдельный батальон связи, отдельный зенитный дивизион, рота охраны штаба армии. В начале июля её усилили 7-м танковым корпусом.
В составе действующей армии: с 16 июня по 17 июля 1942 года.

### Боевые действия
16 июня 1942 года армия была включена в состав Брянского фронта.  
Ставка ВГК использовала 5-ю ТА для контрудара по северному флангу и тылу 48-го тк вермахта, совершившего прорыв к Воронежу, угрожая занять переправу через Дон. На усиление 5-й танковой армии Ставка ВГК дополнительно направила с Калининского фронта 7-й танковый корпус П. А. Ротмистрова.

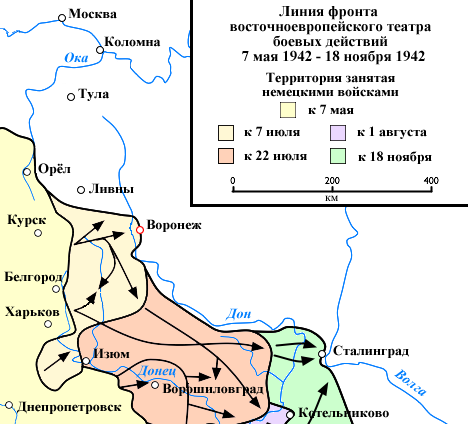
Фрагмент карты «Восточного фронта: май 1942 — ноябрь 1942)» (город Воронеж выделен красным)

5 июля 5-я танковая армия получила приказ «ударом в общем направлении на Землянск
 (30 км к северу от Воронежа) и Хохол(35 км к югу от Воронежа) перехватить коммуникации танковой группировки противника, прорвавшейся к реке Дон на Воронеж; действиями по тылам этой группы сорвать её переправу через Дон». Операцию предписывалось начать «не позднее 15-16 часов» в тот же день, но к тому моменту из всей армии вблизи района предстоящих действий находился только приданный Лизюкову 7-й танковый корпус Ротмистрова, да и тот не успел сосредоточиться в исходном районе вовремя.

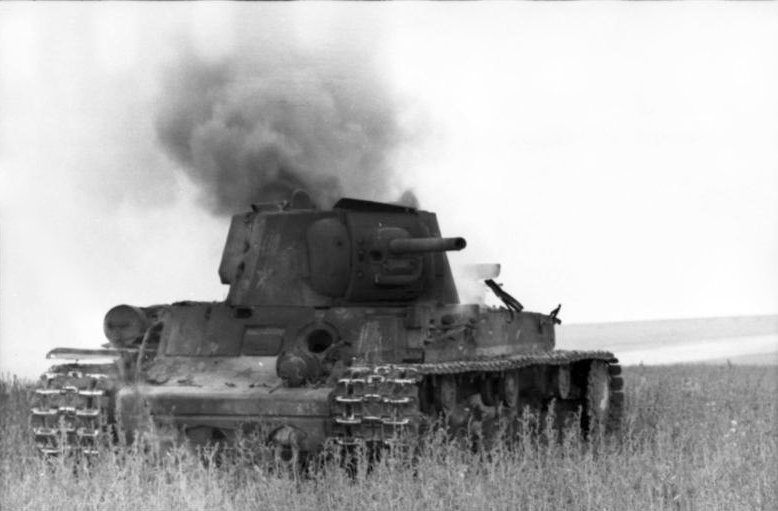
КВ-1, подбитый в боях под Воронежем.

Времени для подготовки и организации контрудара было мало поэтому одновременного мощного удара всеми соединениями армии достичь не удалось. Первым 6 июля вступил в бой 7-й танковый корпус, которому для усиления А. И. Лизюков передал 611-й легкий артиллерийский полк, две мотострелковые бригады (2-я и 12-я), а также 19-ю танковую бригаду полковника С. А. Калиховича.
7-й танковый корпус вступил в бой, не имея возможности провести разведку и полностью сосредоточиться. Кроме того, весь контрудар 5-й танковой армии строился на изначально неверном предположении о том, что наступающие немецкие танковые корпуса будут далее двигаться через Дон и Воронеж на восток. Однако такой задачи у них не было. А 24-й немецкий танковый корпус был развёрнут на север для прикрытия основной группировки 4-й танковой армии с севера. В то время как выдвижение передовой немецкой 9-й танковой дивизии прошло незамеченным: советская 5-я танковая армия наступала «вслепую» без разведки.
К исходу 7 июля части немецкой 9-й танковой дивизии отошли на юг на новый оборонительный рубеж по реке Сухая Верейка, уклонившись от боя с основными силами 7-го танкового корпуса: 19-й танковой и 7-й мотострелковой бригадами, переправившимися через реку Кобылья Снова на юг. В течение 7 — 9 июля немецкой 9-й танковой дивизии, к которой подошли части 11-й танковой дивизии, удалось сдержать продвижение наступающих советских частей. А затем на смену танковым дивизиям подошли пехотные и советское наступление окончательно было остановлено: 5-я танковая армия так и не вышла на оперативный простор, чтобы развить наступление на Землянск.
В то же время, непрерывные советские атаки представляли серьёзную опасность для прорыва фронта, и немецкое командование решило предпринять контрудар силами 9-й и 11-й танковых дивизий, чтобы дать возможность своим пехотным дивизиям надёжно оборудовать оборонительные позиции, и тем самым, завершить смену танковых дивизий на пехотные.
12 июля в 15:20 немецкая 11-я танковая дивизия силами 107 танков нанесла удар по позициям советского 11-го танкового корпуса 5-й танковой армии, имевший для последний катастрофические последствия: части 11-го танкового корпуса поспешно отошли без организации обороны, оголив правый фланг соседнего 7-го танкового корпуса, который вскоре был разгромлен с большими потерями.

### Результат
Операция 5-й танковой армии завершилась неудачей. Армия не выполнила поставленных перед ней задач и понесла тяжёлые потери. Всё, что она смогла сделать в этой ситуации, это максимально задержать смену немецких танковых соединений на пехотные. В послевоенных мемуарах многие советские военачальники (А. М. Василевский, М. И. Казаков, П. А. Ротмистров, И. Г. Лазарев и другие) часто называли виновниками неудачи друг друга и лично командарма А. И. Лизюкова, при этом не беря ответственность на себя. Однако по мнению западных историков[прояснить], вина А. И. Лизюкова в провале операции сильно преувеличена: неудачу операции 5-й танковой армии предопределили ошибочные решения высшего советского командования, в том числе маршала Василевского, которые в дальнейшем уже не смогли исправить никакие героические действия отдельных советских частей и бойцов.
В частности, А. И. Лизюков перед самым началом операции попытался предложить использовать для контрудара 3-ю танковую армию, которая могла быть введена в бой быстрее и с очевидно меньшими проблемами при передислокации, но его телеграмма от 3 июля 1942 года 26 июня 1942 года начальнику Генштаба А. М. Василевскому «через голову» командования Брянского фронта осталась без ответа.
Из-за больших потерь и утраты боеспособности 17 июля 1942 года армия была расформирована (Директива Ставки ВГК № 170511 от 15 июля 1942 года); её полевое управление было выведено в резерв Ставки ВГК, а соединения и части переданы Брянскому и Воронежскому фронтам.
По мнению американского историка Дэвида Гланца, бои за Воронеж в июле 1942 года и, в частности, судьба 5-й ТА, относятся к «белым пятнам» в истории войны на Восточном фронте. Бои за Воронеж в начале июля 1942 года Гланц называет типичным примером «неизвестных операций».

### Командный состав армии
командующие армией:
- генерал-майор Лизюков, Александр Ильич [июнь — июль 1942]
- член Военного совета — генерал-майор т/в Туманян, Гай Лазаревич [июнь — июль 1942]
- начальники штаба армии: полковник Другов, Павел Ильич [июнь — июль 1942]

## 2-е формирование
5-я танковая армия 2-го формирования сформирована 3 сентября 1942 года на основании директивы Ставки ВГК от 30 августа 1942 года в резерв Ставки ВГК. В неё вошли 1-й, 22-й, 26-й танковые корпуса, 119-я стрелковая дивизия и некоторые отдельные части (44 инженерная бригада специального назначения и т. д.). Таким образом, армия являлась танковой армией смешанного состава.

### Боевые действия
Сталинград
22 сентября 1942 года армия была включена в состав Брянского фронта. 29 октября передана Юго-Западному фронту 2-го формирования и в его составе сыграла ключевую роль в Сталинградской битве (17 июля 1942 — 2 февраля 1943 года).
К моменту начала контрнаступления советских войск под Сталинградом в состав армии входили: шесть стрелковых дивизий (14-я и 47-я гвардейские, 119-я, 124-я, 159-я и 346-я стрелковые дивизии), два танковых (1-й и 26-й) и один кавалерийский (8-й корпус), 8-я отдельная гвардейская танковая бригада, два огнемётных танковых батальона, 8-й мотоциклетный полк. Для усиления армии были приданы девять артиллерийских полков РВГК, десять истребительно-противотанковых полков, три гвардейских миномётных полка, пять зенитных артиллерийских полков и другие части.
К началу Сталинградской операции в армии насчитывалось 103 627 человек, 378 танков (КВ — 70, Т-34 — 153, Т-70 — 155), более 1500 орудий и миномётов. Для поддержки с воздуха было выделено 444 самолёта авиации фронта.
В ходе операции «Уран» армия была введена в бой в первый день советского наступления: 4 стрелковые дивизии армии прорывали фронт противостоящей 3-й румынской армии, во второй половине дня в прорыв была введена подвижная группа армии (оба танковых и кавалерийский корпуса, мотоциклетный полк). Передовые силы армии быстро наступали по немецко-румынским тылам и утром 23 ноября овладели городом Калач-на-Дону, в районе которого соединились с наступавшим им навстречу с юга 4-м механизированным корпусом Сталинградского фронта, замкнув тем самым кольцо окружения сталинградской группировки противника (6-я и основные силы 4-й танковой немецких армий).
Сражение на р. Чир
В первой половине декабря 5-я танковая армия вела упорные бои в низовьях реки Чир. Её противником был 48-й танковый корпус вермахта в составе 11-й танковой, 336-й пехотной и 7-й авиаполевой дивизий. Несмотря на численное превосходство, 5-я танковая армия понесла огромные потери и не смогла уничтожить плацдарм противника в излучине Чира. По данным западных историков, в боях на р. Чир 11-я танковая дивизия вермахта рассеяла все танковые корпуса 5-й армии и остановила продвижение последней, нанеся ей тяжелые потери. По мнению командира 11-й т.д. Германа Балька такой результат сражения был следствием низкой подготовки советских танкистов и того, что советские силы вводились в бой по частям.  С другой стороны, действия армии не позволили 48-му танковому корпусу принять участие в операции по деблокаде окружённых немецких войск. 
«Малый Сатурн»
С 16 декабря остатки армии участвовали в операции «Малый Сатурн», нанося вспомогательный удар в направлении Морозовск, Тацинская. 
В конце операции «Малый Сатурн» из-за жёсткого конфликта командующего армией с командующим фронтом Н. Ф. Ватутиным генерал Романенко был снят с должности и отозван в распоряжение Ставки ВГК, на его место был назначен М. М. Попов..
Наступление в Донбассе
В последующей Миллерово-Ворошиловградской наступательной операции в январе — феврале 1943 года, наступая на донбасском направлении, войска армии участвовали в освобождении городов Морозовск (5 января), Тацинский (15 января), Каменск-Шахтинский (13 февраля), Красный Сулин (14 февраля). К исходу февраля вышли к реке Миус в районе Красного Луча, где перешли к обороне. В конце февраля 1943 года рядом контрударов противник оттеснил сильно ослабленные части армии на ряде направлений.. В целом, наступление успеха не имело. Умело используя манёвр и ошибки советского командования, Манштейну удалось остановить советское наступление и вернуть под свой контроль Харьков и Белгород.

### Состав на 20 ноября 1942 года
| - 14-я гвардейская стрелковая дивизия - 36-й гвардейский стрелковый полк - 38-й гвардейский стрелковый полк - 41-й гвардейский стрелковый полк - 33-й гвардейский артиллерийский полк - 47-я гвардейская стрелковая дивизия - 137-й гвардейский стрелковый полк - 140-й гвардейский стрелковый полк - 142-й гвардейский стрелковый полк - 99-й гвардейский артиллерийский полк - 50-я гвардейская стрелковая дивизия - 148-й гвардейский стрелковый полк - 150-й гвардейский стрелковый полк - 152-й гвардейский стрелковый полк - 119-й гвардейский артиллерийский полк - 119-я стрелковая дивизия - 365-й стрелковый полк - 421-й стрелковый полк - 634-й стрелковый полк - 349-й артиллерийский полк - 159-я стрелковая дивизия - 491-й стрелковый полк - 558-й стрелковый полк - 631-й стрелковый полк - 597-й артиллерийский полк - 346-я стрелковая дивизия - 1164-й стрелковый полк - 1166-й стрелковый полк - 1168-й стрелковый полк - 915-й артиллерийский полк - 8-й кавалерийский корпус - 21-я кавалерийская дивизия - 17-й кавалерийский полк - 67-й кавалерийский полк - 112-й кавалерийский полк - 55-я кавалерийская дивизия - 78-й кавалерийский полк - 84-й кавалерийский полк - 87-й кавалерийский полк - 112-я кавалерийская дивизия - 275-й кавалерийский полк - 294-й кавалерийский полк - 313-й кавалерийский полк - 1-й танковый корпус - 89-я танковая бригада - 202-й танковый батальон - 203-й танковый батальон - 117-я танковая бригада - 17-й танковый батальон - 325-й танковый батальон - 326-й танковый батальон - 159-я танковая бригада - 350-й танковый батальон - 351-й танковый батальон - 44-я мотострелковая бригада - 26-й танковый корпус - 19-я танковая бригада - 19-й танковый батальон - 237-й танковый батальон - 157-я танковая бригада - 346-й танковый батальон - 347-й танковый батальон - 216-я танковая бригада - 14-я мотострелковая бригада - 8-я гвардейская танковая бригада - 303-й танковый батальон - 304-й танковый батальон | - Приданы 5-й танковой армии: - 8-й мотоциклетный полк - 510-й отдельный танковый батальон - 511-й отдельный танковый батальон - 124-й гаубичный артиллерийский полк - 152-й гаубичный артиллерийский полк - 320-й гаубичный артиллерийский полк - 877-й гаубичный артиллерийский полк - 213-й пушечный артиллерийский полк - 312-й пушечный артиллерийский полк - 396-й пушечный артиллерийский полк - 518-й пушечный артиллерийский полк - 1096-й пушечный артиллерийский полк - 33-й истребительно-противотанковый артиллерийский полк - 150-й истребительно-противотанковый артиллерийский полк - 174-й истребительно-противотанковый артиллерийский полк - 179-й истребительно-противотанковый артиллерийский полк - 210-й истребительно-противотанковый артиллерийский полк - 481-й истребительно-противотанковый артиллерийский полк - 525-й истребительно-противотанковый артиллерийский полк - 532-й истребительно-противотанковый артиллерийский полк - 534-й истребительно-противотанковый артиллерийский полк - 1241-й истребительно-противотанковый артиллерийский полк - 1243-й истребительно-противотанковый артиллерийский полк - 101-й миномётный полк - 103-й миномётный полк - 107-й миномётный полк - 148-й миномётный полк 8-го кавалерийского корпуса - 35-й гвардейский миномётный полк - 75-й гвардейский миномётный полк - 85-й гвардейский миномётный полк - 51-й отдельный гвардейский тяжёлый миномётный дивизион - 76-й отдельный гвардейский тяжёлый миномётный дивизион - 77-й отдельный гвардейский тяжёлый миномётный дивизион - 507-й отдельный гвардейский тяжёлый миномётный дивизион - 508-й отдельный гвардейский тяжёлый миномётный дивизион - 518-й отдельный гвардейский тяжёлый миномётный дивизион - 519-й отдельный гвардейский тяжёлый миномётный дивизион - 520-й отдельный гвардейский тяжёлый миномётный дивизион - 521-й отдельный гвардейский тяжёлый миномётный дивизион - 522-й отдельный гвардейский тяжёлый миномётный дивизион - 307-й отдельный гвардейский миномётный дивизион 1-го танкового корпуса - 3-я зенитная артиллерийская дивизия - 1084-й зенитный артиллерийский полк - 1089-й зенитный артиллерийский полк - 1114-й зенитный артиллерийский полк - 1118-й зенитный артиллерийский полк - Остальные зенитные части: - 226-й зенитный артиллерийский полк - 247-й зенитный артиллерийский полк - 579-й зенитный артиллерийский полк - 586-й зенитный артиллерийский полк - 626-й зенитный артиллерийский полк - 27-й отдельный зенитный артиллерийский дивизион - 60-й отдельный зенитный артиллерийский дивизион - 227-й отдельный зенитный артиллерийский дивизион - 44-я инженерная бригада специального назначения - 181-й отдельный инженерный батальон - 269-й отдельный инженерный батальон - 26-й понтонный батальон - 100-й понтонный батальон - 101-й понтонный батальон - 102-й понтонный батальон - 130-й понтонный батальон |

### Командный состав армии
командующие армией
- генерал-майор Рыбалко, Павел Семёнович [июль — октябрь 1942 года]
- генерал-майор Романенко, Прокофий Логвинович [ноябрь — декабрь 1942 года]
- генерал-лейтенант Попов, Маркиан Михайлович [декабрь 1942 — январь 1943 года]
- генерал-майор, с марта 1943 — генерал-лейтенант Шлёмин, Иван Тимофеевич [январь — апрель 1943 года]

члены Военного совета армии
- генерал-майор т/в Туманян, Гай Лазаревич [август 1942 — апрель 1943 года]

начальники штаба армии
- полковник Другов, Павел Ильич [август — ноябрь 1942 года],
- генерал-майор Данилов, Алексей Ильич [ноябрь 1942 — апрель 1943 года]

начальники артиллерии армии
- полковник, с 07.02.1943  генерал-майор артиллерии Сёмин, Михаил Фёдорович [ноябрь  1942 года — апрель 1943 года]

начальники тыла армии
- дивизионный комиссар Николаев, Иван Карпович [сентябрь  1942 года — апрель 1943 года]

Расформирована армия 20 апреля 1943 года, её полевое управление было реорганизовано в полевое управление 12-й армии в составе Юго-Западного фронта.

### Координаты населенных пунктов
1. ↑  Землянск:51°54′15″ с. ш. 38°43′50″ з. д.HGЯO
2. ↑  Хохольск:51°34′51″ с. ш. 38°47′55″ з. д.HGЯO

### Комментарии
1. 1 2  4 июля силы 48-го танкового корпуса вермахта вошли в Воронеж и заняли переправы через Дон. Одновременно 6-я армия Паулюса вышла к Острогожску в 50 км к югу от Воронежа. Падение Воронежа вызвало в Ставке ВГК нечто похожее на панику. Сталин ежедневно требовал отчета от Василевского, с началом немецкого наступления прикомандированного к штабу Брянского фронта. Все танковые части приданные фронту (семь танковых корпусов, около 1000 танков) были уничтожены на подступах к Воронежу[5]. Таким образом, единственной реальной силой в распоряжении Василевского, Голикова и Тимошенко была 5-я ТА Лизюкова. Поэтому она получила приказ о наступлении, несмотря на неполную готовность. Приказ о вводе армии в бой отдал Василевский[5]
2. 1 2  Советские и следом за ними российские историки, такие как Исаев, возлагают вину за разгром 5-й ТА на погибшего ген. Лизюкова, который по их мнению был «не готов командовать крупными танковыми соединениями» [2]. Между тем у Касторного и на подступах к Воронежу были разбиты семь танковых корпусов РККА, оснащенные новыми моделями танков Т-34 и КВ-1  (1-й и 16-й тк из состава 40-й армии, 17-й тк из резерва Ставки ВГК, также 4-й и 24-й тк из состава Юго-Западного фронта[5]). При этом для непосредственного управления действиями танковых корпусов Ставка ВГК направила в штаб Брянского фронта заместителя наркома обороны и одновременно командующего бронетанковыми войсками Красной армии ген.-майора Я. Н. Федоренко[5]. По мнению немецких мемуаристов, таких как ген.-майор Фридрих фон Меллентин (нач. штаба 48-го тк вермахта), неудачные действия советских танковых сил объяснялись отсутствием должной разведки и связи, что и приводило к грубым ошибкам в использовании танковых соединений[6]
3. ↑  Исходный план план «Блау» предполагал продвижение на Кавказ в два этапа: на первом выдвижение к Волге и далее к Астрахани, с тем чтобы отрезать поступление бакинской нефти в центральные районы СССР и только после закрепления на линии Волги начать продвижение к Кавказу и Закавказью. Однако после относительно легкого занятия Воронежа (6 июля) Гитлер внес в план кардинальные изменения. Было решено разделить ГА «Юг»  на две части и отправить одну на Кавказ (Группа армий «A», ком. — Вильгельм Лист), другую — к Волге. Поскольку командующий ГА «Юг» Федор фон Бок возражал против передачи  4-й танковой армии в состав «кавказской» группы, Гитлер отстранил его от командования  «по состоянию здоровья» и назначил командующим «сталинградской» группы (Группа армий «Б») Максимилиана фон Вейхса[2]. Решение Гитлера о наступлении сразу по двум направлениям многие историки считают фатальной ошибкой, приведшей к провалу плана «Блау» вообще и к сталинградской катастрофе в частности[9].
4. ↑  Командующий группой армий «Б» Максимилиан фон Вейхс (справа), сентябрь 1942
Удар наносили 4-я танковая армия (ком. Герман Гот), 2-я армия вермахта (ком. Ганс фон Зальмут) и 2-я венгерской армии (ком. Густав Яни). Группа армий находилась под командованием ген.-полк. Максимилиана фон Вейхса; входила в состав группы армий «Юг» (ком. — ген. фельдмаршал Федор фон Бок). В советской историографии иногда встречается название «группа Вейхса». Не следует путать с группой армий «Б» также под командованием Вейхса, образованной 9 июля 1942 в связи с кардинальным изменением целей плана «Блау» после взятия Воронежа  (на илл.)
5. ↑  До июня 1942 года 24-й корпус вермахта был не танковым, а моторизованным, в его составе не было танковых дивизий. В июне 1942 года в состав корпуса в дополнение к двум пехотным дивизиям (моторизованным) была введена 9-я танковая дивизия (имела один танковый полк 3-батальонного состава. Полк имел по штату  около 200 танков, не считая командирских. Из них 65 Pz.II, 106 Pz.III, 42 Pz.IV, то есть примерно соответствовал танковому корпусу РККА, которых в 5-й армии было три), после чего корпус получил название «танкового».
6. ↑  Это обстоятельство объясняется отсутствием в РККА эффективных средств воздушной разведки, подобных немецкому самолету-разведчику Fw 189 и общему превосходству в воздухе немецкой авиации
7. ↑  По мнению Гланца, история войны на Восточном фронте далека от полноты, что касается трудов как советских/российских авторов, так и западных историков[19].  Причины этого явления Гланц видит как в идеологической и политической области (для советских и российских историков), так и в недостаточной осведомленности западных авторов[19]. В своей обзорной статье Гланц перечисляет десятки эпизодов, которые, по его мнению, не получили должной исторической проработки и освещения. Это, как правило, операции Красной Армии, которые не принесли запланированных результатов[19]

### Сноски
1. ↑  Радиоконтроль — Тачанка / [под общ. ред. Н. В. Огаркова]. — М. : Военное изд-во М-ва обороны СССР, 1980. — С. 667. — (Советская военная энциклопедия : в 8 т. ; 1976—1980, т. 7).
2. 1 2 3 4 5  Исаев, 2005, с. 34-37.
3. 1 2  Сдвижков, 2014, с. 8—13.
4. ↑  ЦАМО. Ф. 331. Оп. 5041. Д. 18. Л. 13
5. 1 2 3 4  Erickson, 2003, с. 359.
6. ↑  Меллентин, 1999, с. 234.
7. ↑  Сдвижков, 2014, с. 18.
8. ↑  Сдвижков, 2014, с. 26.
9. ↑  Митчем, 2009, с. 40.
10. ↑  История второй мировой войны 1939—1945. М.: Воениздат, 1975. Т. 5. С. 151
11. ↑  Сдвижков, 2014, с. 61.
12. ↑  Сдвижков, 2014, с. 116—117.
13. ↑  Сдвижков, 2014, с. 121.
14. ↑  Сдвижков, 2014, с. 199.
15. ↑  Сдвижков, 2014, с. 268.
16. ↑  Сдвижков, 2014, с. 271—272.
17. ↑  Сдвижков, 2014, с. 349—353.
18. 1 2  Glantz, 2001, pp. 34-43.
19. 1 2 3  Glantz, 2001, p. 5.
20. ↑  Затем число стрелковых дивизий в армии возросло до шести.
21. ↑  Дайнес В. О. Советские танковые армии в бою. — М.: Эксмо, 2010. — Раздел 1: «Танковые армии смешанного состава».
22. ↑  Ананьев И. Создание танковых армий и совершенствование их организационной структуры. // Военно-исторический журнал. — 1972. — № 10. — С.39–48.
23. ↑  Великая Отечественная война 1941—1945 годов. В 12 т. Т. 1. Основные события войны. М.: Воениздат, 2011. — 848 с., ил. Дата обращения: 18 марта 2023. Архивировано 1 апреля 2022 года.
24. 1 2  Андреев О. Ю., Сидорин А. Н. Факторы успеха. Опыт подготовки и ведения наступления 5-й танковой армией в Сталинградской битве. // Военно-исторический журнал. — 2014. — № 10. — С.39.
25. 1 2  David T. Zabecki and Dieter J. Biedekarken (7/22/2024) A Study in Command: General Balck’s Chir River Battles, 1942. HistoryNet Retrieved from https://www.historynet.com/study-command-general-balcks-chir-river-battles-1942/ Архивная копия от 22 июля 2024 на Wayback Machine.
26. ↑  Ф.В.Меллентин. Танковые сражения 1939-1945 гг. М. 1957 г.
27. ↑  Софронов В. Г. Итальянские войска на Восточном фронте. 1941—1943 гг. — М.: Вече, 2012.
28. ↑  Иванов С. П. Штаб армейский, штаб фронтовой. — М.: Воениздат, 1990. — С.470—473.
29. ↑  Исаев А. В. Когда внезапности уже не было. История ВОВ, которую мы не знали. — М.: Яуза, Эксмо, 2006.
30. ↑  Russian Forces Stalingrad Area 20 November 1942 (Start of the Soviet Stalingrad Counteroffensive) (англ.). United States Army Combined Arms Center.. Дата обращения: 7 октября 2023. Архивировано 7 октября 2023 года.